# The Who
The Who sono un gruppo musicale rock britannico originario di Londra, considerato tra le maggiori band rock and roll di tutti i tempi, con oltre 100 milioni di dischi venduti. Le prime apparizioni dal vivo del complesso risalgono al 1964, con la storica formazione del gruppo: Pete Townshend (chitarrista, e autore della maggior parte delle canzoni), Roger Daltrey (voce), John Entwistle (basso elettrico) e Keith Moon (batteria).
Dopo un breve periodo da portabandiera del movimento mod inglese, gli Who raggiungono il successo nel 1965, con l'uscita dell'album My Generation, il cui omonimo brano si rivela il primo inno generazionale, nonché uno dei pezzi ancora oggi più conosciuti e rappresentativi della band, oltre a essere stato inserito, nel 2004, all'undicesimo posto tra le 500 migliori canzoni secondo Rolling Stone. Gli Who nel corso della loro carriera hanno piazzato 27 singoli nei primi 40 posti delle classifiche di vendita britanniche e statunitensi, oltre a raggiungere la top ten con 17 album (ottenendo nel contempo 18 dischi d'oro, 12 di platino, e 5 multi-platino solamente negli Stati Uniti).
Gli Who raggiungono il grande pubblico a partire dal 1965 con una serie di singoli di successo, grazie anche alle trasmissioni di alcune radio pirata di oltremanica come Radio Caroline, come I Can't Explain e Substitute. In A Quick One, pubblicato nel 1966, è possibile notare il progredire della ricerca musicale di Townshend verso la realizzazione di un'opera rock a carattere teatrale, che si concretizzerà poi in Tommy (1969) e in Quadrophenia (1973), che ebbero entrambi una trasposizione cinematografica.
Del 1979 è il documentario sulla storia del gruppo, Uragano Who (The Kids Are Alright). Tra i protagonisti della Swinging London, furono molto influenzati dalla musica dei loro contemporanei Beatles e Rolling Stones, di cui continuarono il fenomeno della British invasion. Ebbero una notevole influenza su altre band a loro volta, lasciando un'onda lunga che va dai Led Zeppelin ai Sex Pistols, dagli U2 agli Oasis passando per i Pearl Jam.
È particolarmente discusso l'inserimento degli Who all'interno del genere proto-punk, ovvero a quella derivazione del garage rock che a metà anni settanta porterà Ramones, Sex Pistols, The Clash e altre band a creare il punk rock e in particolare il punk rock delle origini.
Dopo la scomparsa di Keith Moon, morto nel 1978, e di John Entwistle, nel 2002, Townshend e Daltrey continuarono a pubblicare nuovi album e a proporre dal vivo i brani del gruppo, accompagnati da Pino Palladino al basso e Kenney Jones o Zak Starkey (figlio di  Ringo Starr) alla batteria. Nel 2006, gli Who hanno pubblicato il loro primo disco registrato in studio da It's Hard del 1982, intitolato Endless Wire.
Il gruppo appare alla posizione 29 della lista dei 100 migliori artisti secondo Rolling Stone.
Tutti i membri della band fanno inoltre parte individualmente di una delle classifiche di Rolling Stone, di cui tre nella top ten del proprio strumento: Roger Daltrey alla posizione 61 della lista dei 100 migliori cantanti secondo Rolling Stone, Pete Townshend alla 10ª della lista dei 100 migliori chitarristi, Keith Moon alla 2ª tra i migliori batteristi di tutti i tempi scelti dai lettori della rivista e John Entwistle è al primo posto nella classifica dei migliori bassisti di tutti i tempi scelti dai lettori.

## Storia

### Nascita del gruppo
Amici di vecchia data, Townshend ed Entwistle formarono nel 1962 un gruppo Dixieland, The Confederates. Nello stesso periodo  Roger Daltrey è uno studente che si diletta di musica suonando la chitarra elettrica in una band che ha da poco formato, The Detours; incontra poi un suo coetaneo vicino di casa, John Entwistle, che suona il basso e possiede anche un amplificatore e, vista la sua abilità tecnica, gli chiede di entrare nel suo gruppo. Nel 1963 Pete Townshend è un adolescente appassionato di musica e in particolar modi degli Yardbirds che ha visto per caso a un concerto rimanendo affascinato dal loro chitarrista, Eric Clapton, decidendo così che la band che vuole formare sarà in grado, come gli Yardbirds, di interpretare in maniera originale classici del passato. Entwistle è amico di Townshend e propone a Daltrey di accoglierlo nel gruppo; gli altri membri del gruppo sono altri due ragazzi del quartiere, Doug Sanden alla batteria e Colin Dawson alla voce, ma quest'ultimo abbandonerà presto, sostituito dallo stesso Daltrey.
Il gruppo così formato inizia a esibirsi a Londra. Nel 1964, su consiglio di Richard Barnes, un amico di Townshend, il gruppo cambia nome in The Who; poco dopo Sanden viene allontanato perché il suo stile non convince il resto del gruppo che fa quindi delle audizioni per cercare un sostituto; ad aprile 1964 si presenta alle audizioni Keith  Moon, ubriaco e con i capelli colorati di rosso, la cui esibizione è talmente energica da arrivare a rompere il pedale della grancassa e un paio di bacchette; l'esibizione convince il gruppo che pone a Moon, come condizione per l'assunzione, che ripari il danno. Nella formazione embrionale nel periodo 1962 e 1963, il gruppo si chiamava dunque The Detours e suonava per lo più pezzi rhythm and blues.

### Gli anni sessanta

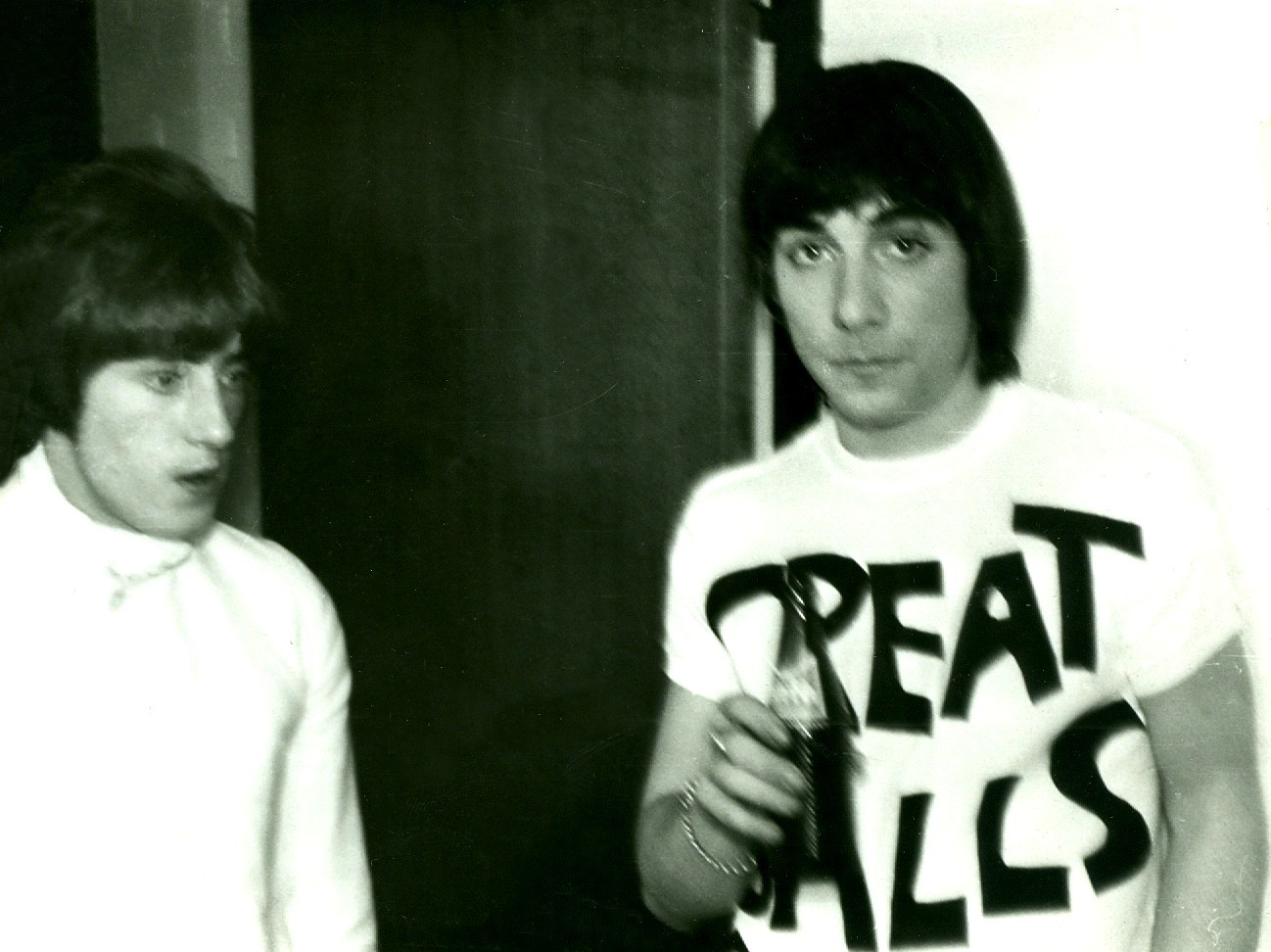
Roger Daltrey e Keith Moon nel 1967

Per i seguenti 14 anni gli Who sarebbero dunque stati: Roger Daltrey alla voce, Pete Townshend alla chitarra elettrica, John Entwistle al basso, e Keith Moon alla batteria. Si dice che i componenti degli Who si siano sempre odiati. Le tensioni iniziarono quando il chitarrista Pete Townshend raggiunse per la prima volta la band fondata da Roger Daltrey.
Nel frattempo il bassista John Entwistle e il batterista Keith Moon volevano lasciare il gruppo perché stufi della formazione.
Keith Moon con l'arrivo di Pete Townshend dovette rifiutare l'offerta di andare a suonare con Jimi Hendrix.
Per un breve lasso di tempo durante il 1964, sotto la direzione di Peter Meaden, cambiarono il nome in The High Numbers. In questo periodo pubblicarono un singolo che non riscosse alcun successo, Zoot Suit/I'm The Face. Visto il fallimento del lavoro, il gruppo licenziò Meaden e riprese il nome The Who. Il primo successo del gruppo fu il singolo I Can't Explain del 1965, seguito subito dopo da Anyway, Anyhow, Anywhere. Ma la band conobbe il vero successo dopo la pubblicazione del primo album, My Generation (nella versione statunitense intitolato The Who Sings My Generation), avvenuta sempre nel 1965.
L'album includeva molti classici della musica mod, come The Kids Are Alright e la traccia omonima My Generation, che conteneva il famoso verso "Hope I die before I get old" ("spero di morire prima di diventare vecchio"). Altri pezzi di successo del periodo furono il singolo del 1966 Substitute, I'm a Boy (sempre del 1966), Happy Jack (che trattava di un giovane con disturbi mentali) e Pictures of Lily del 1967, un tributo alla masturbazione, seguiti subito da I Can See for Miles e Magic Bus. Benché avessero già raggiunto una notevole fama grazie ai numerosi singoli di successo pubblicati, gli Who, o per meglio dire Pete Townshend, avevano degli obiettivi più ambiziosi, e durante gli anni la loro musica sarebbe diventata sempre più complessa, e i testi sempre più provocatori.
Townshend voleva inoltre trattare gli album degli Who come un lavoro unico, non come una serie di canzoni apparentemente non connesse tra di loro. Il primo segno di questa tendenza lo si avvertirà nell'album A Quick One del 1966, che include il medley A Quick One While He's Away, che successivamente verrà etichettato dallo stesso Townshend come una mini opera. A Quick One sarà seguito da The Who Sell Out del 1967, un concept album che suona come una stazione radio pirata, inclusi gli stacchi pubblicitari umoristici. Questo lavoro include un'altra mini opera rock, chiamata Rael, e anche il miglior singolo statunitense del gruppo, I Can See for Miles.
Gli Who erano noti al tempo anche per la loro abitudine di distruggere gli strumenti durante le esibizioni. Famosa fu quella del Monterey Pop Festival del 1967, fatto che si ripeterà anche nel programma Smothers Brothers Comedy Hour, con dei risultati letteralmente esplosivi, dato che la batteria di Keith Moon esplose realmente sul palco, causando una temporanea perdita dell'udito a Pete Townshend. Il successo e le situazioni precedentemente descritte risulteranno nella prima intervista di Townshend alla rivista statunitense Rolling Stone. Townshend rivelò in questa intervista che il gruppo stava lavorando per la realizzazione di un'opera rock completa: "So che non mi crederà nessuno, ma io sto davvero pensando di scrivere un'opera rock che abbia per protagonista un giocatore di flipper sordo, muto e cieco. Non sto scherzando, anche se per ora è solo un'idea che ho in testa. Non c'è niente di definito". Questa idea si concretizzerà nell'album Tommy del 1969, la prima opera rock di successo mai registrata.
Durante questo periodo gli insegnamenti spirituali di Meher Baba (cui sarà anche intitolata la canzone Baba O'Riley) iniziarono ad influenzare i testi di Townshend, e nell'album Tommy egli viene accreditato come "Avatar". Oltre al successo commerciale, Tommy ricevette dei riscontri molto positivi anche dalla critica. Life Magazine dichiarava che «per la chiara potenza, l'invenzione e la brillantezza della performance, Tommy surclassa qualsiasi cosa sia mai uscita da uno studio di registrazione». Melody Maker dichiarava invece: «sicuramente The Who sono adesso il gruppo di riferimento secondo il quale giudicare tutti gli altri».
Gli Who eseguiranno buona parte di Tommy al festival di Woodstock del 1969. Questa performance, e il susseguente film, lanceranno gli Who come superstar anche negli Stati Uniti d'America.
Peraltro la loro performance fu interrotta da Abbie Hoffman, un attivista e politico statunitense, esponente della sinistra radicale degli Stati Uniti d'America (New Left), cofondatore dello Youth International Party (Yippies) per fare un discorso di protesta contro l'imprigionamento di John Sinclair del Partito delle Pantere Bianche (White Panther Party). Il chitarrista degli Who Pete Townshend non prese bene l'interruzione dell'esibizione del suo gruppo, ebbe un breve ma duro scambio di parole con Hoffman e infine lo colpì con la sua chitarra. Pete Townshend affermò successivamente di essere d'accordo con Hoffman riguardo l'imprigionamento di John Sinclair.

### Anni settanta

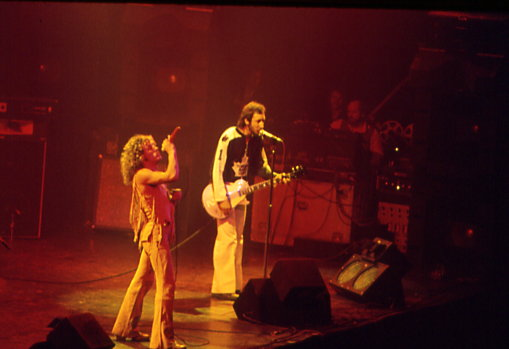
Daltrey e Townshend (1976)

Nel 1970 gli Who pubblicano Live at Leeds, che viene spesso indicato come "best live rock album" di sempre. Sempre nello stesso anno iniziarono a lavorare per la realizzazione di un nuovo disco in studio, che non verrà però portato a termine. Le motivazioni sono da ricondurre principalmente al fatto che Townshend dopo aver scritto il pezzo Pure and Easy, indicato come il perno intorno a cui avrebbe dovuto girare l'ambizioso concept album/progetto Lifehouse, distrasse se stesso e gli altri componenti del gruppo dal lavoro per il nuovo album in studio.
Lifehouse non fu mai completato nella forma in cui fu progettato (fu invece adattato per la trasmissione via radio, cosa che avvenne alla BBC nel 2000, e molto del materiale fu successivamente pubblicato da Townshend in un album composto da 6 CD e fruibile direttamente attraverso il sito ufficiale dello stesso Townshend). Nel marzo del 1971 il gruppo iniziò le registrazioni del materiale disponibile di Lifehouse con Kit Lambert a New York, registrazioni che vennero successivamente continuate con Glyn Johns ad aprile.

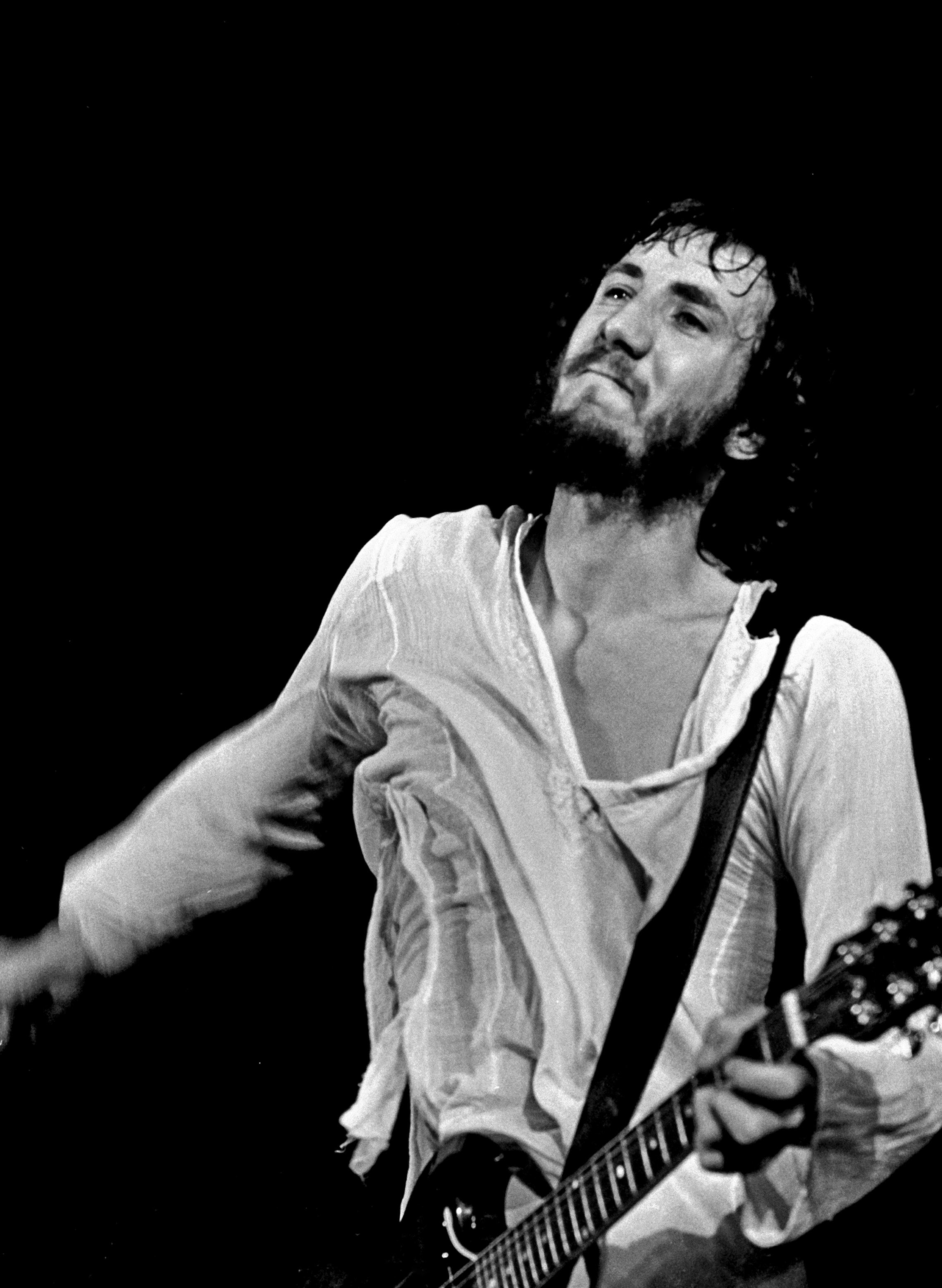
Pete Townshend nel 1972

Il materiale selezionato andrà a formare l'album Who's Next, che diverrà l'album di maggior successo sia di critica che di pubblico, ma che di fatto farà terminare il progetto Lifehouse. Altre tracce di Lifehouse si troveranno come singoli non compresi in album, e in altri lavori durante i seguenti anni, come in Odds & Sods, e anche nel disco solista di Townshend Who Came First. Who's Next diventerà uno dei primi album rock di successo a presentare l'utilizzo massiccio dei sintetizzatori. Il lavoro raggiunse la posizione 4 nelle classifiche pop statunitensi e la prima posizione in quelle inglesi. Il singolo Won't Get Fooled Again diverrà il primo singolo di successo contenente il suono dei sintetizzatori.

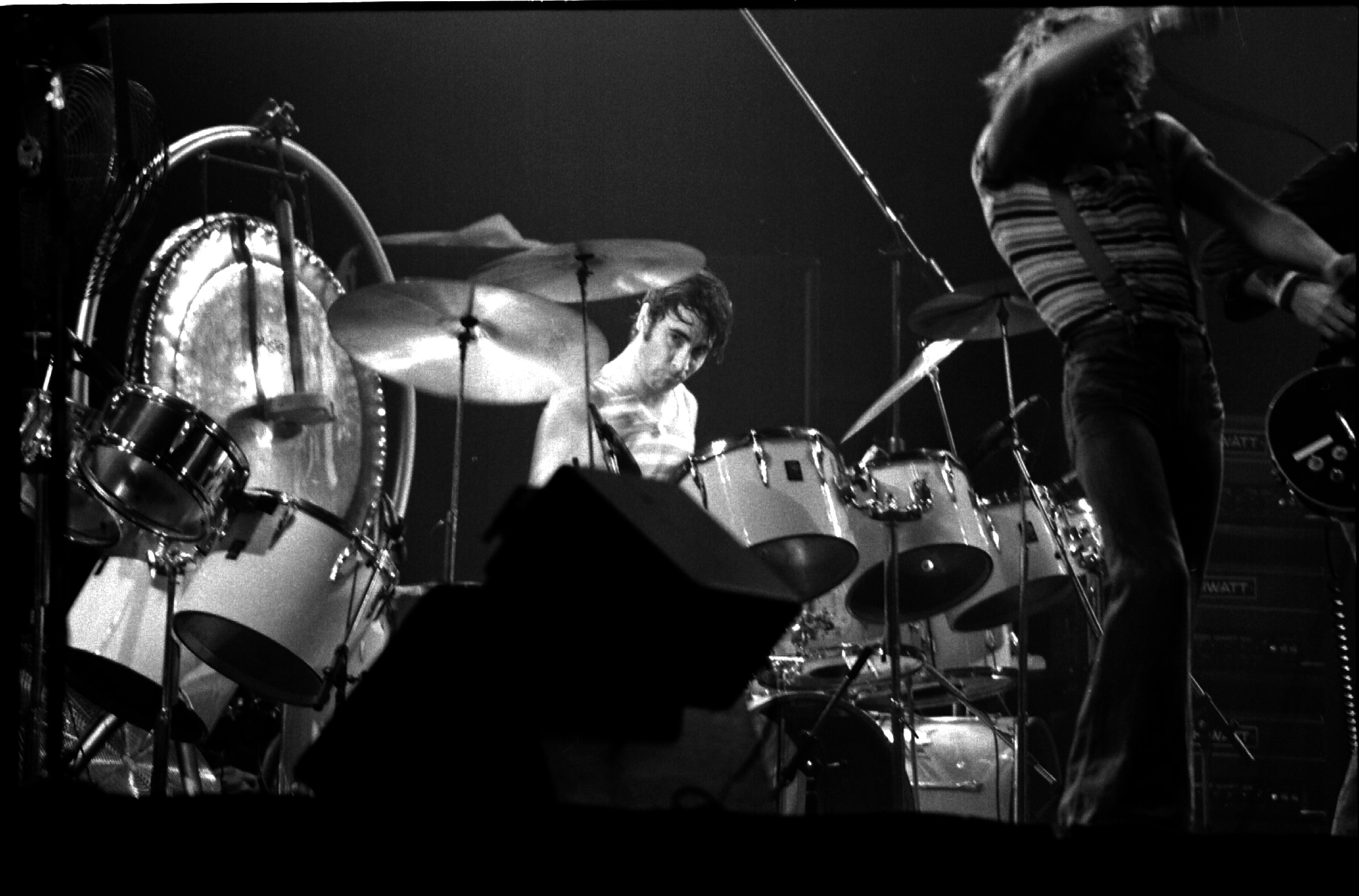
Keith Moon (1976)

Who's Next fu seguito nel 1973 da Quadrophenia, disco che si avvicina più a un monologo che a un'opera rock (troviamo infatti al suo interno solo poche parti cantate da altri elementi); nonostante ciò è forse l'album in assoluto più famoso della band dopo Tommy. Il filo conduttore di Quadrophenia è la storia di un adolescente di nome Jimmy, riguardante la sua ricerca d'identità e i connessi problemi mentali, i quali vengono inseriti nel contesto della lotta tra Mods e Rockers dei primi anni sessanta in Inghilterra, in particolar modo delle lotte tra le due fazioni di Brighton. Il disco riprende circa cinque giorni della vita del ragazzo, fino a che, disperato perché i suoi tentativi di costruirsi una vita sociale sono vani, viene cacciato di casa dai genitori quando essi scoprono che il figlio conservava del blues (una sorta di droga sconosciuta).
Successivamente iniziano le sue disavventure che, contrariamente a quel che di solito si crede, non terminano in modo tragico. Infatti, nella scena finale del film tratto dall'opera rock, che è poi la stessa scena iniziale, Jimmy si allontana dalla scogliera dopo aver catapultato in mare la Vespa di "Asso" (un idolo dei mod), simbolo del sogno impossibile di realizzare un'identità mod, alludendo così a un possibile ritorno alla responsabilità individuale. Il lavoro raggiunse la 2ª posizione nella classifica statunitense di Billboard. Durante il tour promozionale del disco negli Stati Uniti, nel corso del concerto del 20 novembre 1973 a San Francisco, Keith Moon collassò per due volte sul palco a causa di un sovradosaggio di tranquillante per cavalli, e fu sostituito per gli ultimi due pezzi dello show da un diciannovenne del pubblico, Scott Halpin.
Gli ultimi dischi del gruppo contenevano al loro interno diversi contenuti incentrati sulle vicende personali di Townshend, e questa sarebbe stata una caratteristica anche negli album solisti del chitarrista, come in Empty Glass. Anche l'album del 1975, The Who by Numbers, contiene molti pezzi dai toni introspettivi, compreso il singolo Squeeze Box. Nello stesso anno venne realizzata la versione cinematografica dell'album Tommy, diretta da Ken Russell, avente come protagonista Roger Daltrey, e che valse a Pete Townshend una nomination all'Academy Award come "Best Original Score". Nel 1976 gli Who suonarono al Charlton Athletic Football Ground, concerto che fu inserito per oltre un decennio nel Guinness dei primati come "concerto dal volume più alto di sempre".

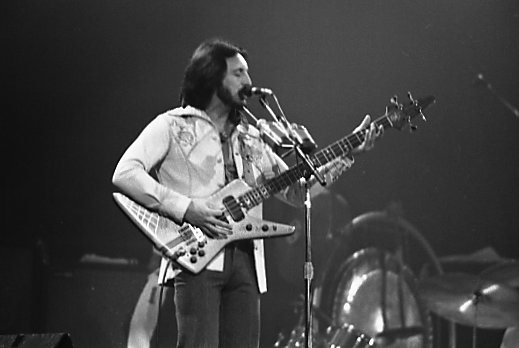
John Entwistle (1976)

Nel 1978 il gruppo pubblicò Who Are You, caratterizzato da un suono più orientato alle radio. L'album conteneva comunque una canzone da una rock opera incompleta di John Entwistle. La pubblicazione del lavoro fu oscurata dalla morte del batterista Keith Moon, avvenuta improvvisamente nel sonno a causa di un avvelenamento da tranquillanti, poche ore dopo un party organizzato da Paul McCartney. Kenney Jones, ex Small Faces e Faces, si unì al gruppo in sostituzione di Moon. Nel 1979 gli Who ritornarono a esibirsi con diversi concerti al Rainbow Theatre di Londra, al Cannes Film Festival in Francia, e al Madison Square Garden di New York. Nell'autunno dello stesso anno il gruppo acconsentì a effettuare un mini tour degli Stati Uniti. La serie di concerti venne funestata da una tragedia avvenuta il 3 dicembre 1979 a Cincinnati, Ohio.
Una tribuna del Riverfront Coliseum crollò prima dell'inizio del concerto, causando la morte di undici persone del pubblico. Il gruppo venne avvertito del fatto solo a concerto concluso, dato che le autorità preventivarono molti più problemi nel caso il concerto venisse cancellato. I componenti del gruppo rimasero molto colpiti da quella notizia. Sempre nel 1979 vennero realizzati il documentario Uragano Who (The Kids Are Alright) e il film Quadrophenia, che riscosse un notevole successo in Inghilterra. Il 17 dicembre del 1979 gli Who divennero il terzo gruppo, dopo Beatles e The Band, a essere ospitati sulla copertina della rivista TIME. L'articolo, scritto da Jay Cocks, trattava in maniera positiva i componenti del gruppo e la loro posizione nella musica rock.

### Anni ottanta
Gli Who realizzarono altri due album in studio con Jones come batterista, e precisamente Face Dances nel 1981 e It's Hard nel 1982. La perdita di Keith Moon costituì un duro colpo per la sezione ritmica del gruppo. I due album registrati con Jones segnarono una svolta decisa verso il pop. Nonostante buoni riscontri di vendita, con la rivista Rolling Stone che attribuì addirittura cinque stelle a It's Hard, molti fan non apprezzarono il nuovo sound del gruppo. Dopo la pubblicazione di It's Hard il gruppo partì per la tournée di addio. L'evento venne organizzato dopo che Townshend rivelò il suo alcolismo e la sua successiva disintossicazione. L'artista infatti affermò che avrebbe voluto realizzare un ultimo tour con la band prima che divenisse un gruppo dedito solo a lavori di studio. La richiesta di biglietti, dopo tali dichiarazioni, diventò naturalmente frenetica. Fu il più lungo tour dell'anno, che avrebbe fatto registrare il tutto esaurito in numerosi stadi e arene del nord America.
Dopo il completamento del tour in nord America nel dicembre 1982, Townshend passò parte del 1983 nel tentativo di scrivere materiale per l'ennesimo album in studio del gruppo, previsto dal contratto firmato con la Warner Bros. nel 1980. Alla fine del 1983, tuttavia, Townshend dichiarò di non essere in grado di produrre il materiale per il nuovo album, e in una dichiarazione pubblica del dicembre 1983 annunciò la sua decisione di lasciare il gruppo. Townshend si concentrò allora sul suo lavoro da solista, e pubblicò gli album White City: A Novel, The Iron Man: A Musical (che ospita apparizioni di Daltrey ed Entwistle, nonché due canzoni accreditate agli Who) e Psychoderelict, precursore del lavoro per la radio Lifehouse, una sorta di opera rock sci-fi. Il 13 luglio 1985, i componenti degli Who incluso Kenney Jones si riformarono per esibirsi al Live Aid allo stadio di Wembley. Il gruppo eseguì My Generation, Pinball Wizard, Love Reign O'er Me, e Won't Get Fooled Again.
Per un problema tecnico della BBC presentatosi all'inizio di My Generation, la maggior parte del pezzo non verrà ascoltato dai telespettatori. Nel 1988 il gruppo fu insignito dalla British Phonographic Industry del Lifetime Achievement Award. Il gruppo suonò un breve set di pezzi durante la cerimonia di consegna del premio. Questa sarà anche l'ultima esibizione di Kenney Jones con gli Who. Il loro tour di reunion più noto fu quello del 1989, incentrato principalmente su Tommy. Durante questo tour il ruolo di batterista verrà ricoperto da Simon Phillips, collaboratore di vecchia data di Townshend. Anche in questo caso la richiesta di biglietti fu notevole, e portò un'altra volta al tutto esaurito negli stadi del nord America, incluse quattro serate di seguito al Giants Stadium. In tutto vennero venduti 2 milioni di biglietti.

### Anni novanta
Nel 1990, il primo anno in cui potessero essere proposti, gli Who vennero nominati per l'inserimento nella Rock and Roll Hall of Fame. Gli Who vennero descritti come i primi candidati ad aspirare al titolo di "World's Greatest Rock Band". Solo i Beatles e i Rolling Stones ricevettero la stessa presentazione alla Rock Hall. Nel 1991 il gruppo registrò una cover del pezzo di Elton John Saturday Night's Alright for Fighting per un album tributo. Questa fu anche l'ultima incisione in studio di John Entwistle con gli Who. Pete Townshend andò in tour nel 1993 per promuovere il suo album Psychoderelict, ed Entwistle partecipò a una serata suonando in molti pezzi insieme a Townshend. Nel 1994 si diffuse la notizia che gli Who avrebbero fatto un tour per il loro trentesimo anniversario dalla fondazione del gruppo.
Poi il tour non si fece, ma Roger Daltrey compì 50 anni e celebrò l'evento con due concerti alla Carnegie Hall. Queste esibizioni inclusero come ospiti sia John Entwistle che Pete Townshend, anche se i tre non suonarono insieme. Daltrey andò in tour lo stesso anno con l'accompagnamento di un'orchestra e con Entwistle come ospite speciale. La formazione per questo tour comprendeva anche John "Rabbit" Bundrick alle tastiere, Zak Starkey alla batteria e Simon Townshend alla chitarra in sostituzione del fratello Pete. Sebbene Pete Townshend diede il consenso a Daltrey di chiamare questo gruppo The Who, Daltrey non accettò. Il tour, chiamato Daltrey Sings Townshend, non ebbe comunque il successo sperato.
Nel 1996 fu chiesto a Townshend di riformare il gruppo per esibirsi a un concerto ad Hyde Park. Egli contattò quindi Entwistle e Daltrey, che accettarono la proposta. L'idea di Townshend consisteva nell'esecuzione di Quadrophenia in chiave acustica, con l'utilizzo di parti del film da proiettare sugli schermi. Al gruppo si unì Zak Starkey alla batteria (benché fosse inizialmente riluttante all'idea), Bundrick alle tastiere e Simon Townshend alla seconda chitarra. Venne inoltre incluso Jon Carin come tastierista aggiunto, una sezione fiati, diversi coristi, e molti ospiti furono invitati a partecipare alla performance (tra gli altri David Gilmour, Ade Edmondson, il giornalista Trevor McDonald e Gary Glitter (che colpì incidentalmente Daltrey a un occhio con l'asta di un microfono proprio il giorno prima del concerto). L'intera rappresentazione fu narrata da Phil Daniels che impersonò Jimmy, il mod protagonista della storia.
Nonostante qualche difficoltà tecnica, lo spettacolo ebbe un buon successo, tanto da essere replicato per sei serate consecutive (che registrarono il tutto esaurito) al Madison Square Garden di New York. Queste esibizioni non verranno comunque eseguite sotto il nome The Who. Il successo di queste esibizioni portò a un tour negli Stati Uniti e in Europa. Lo show venne riadattato per il tour e includeva molti classici degli Who come bis. Il tour venne eseguito sotto il nome dei componenti del gruppo, e a volte sotto il nome The Who, probabilmente per aiutare la vendita dei biglietti.
Dopo il successo del tour, Townshend si dedicò a esibizioni principalmente in acustico, Entwistle si dedicò a esibirsi con il suo gruppo, The John Entwistle Band, e Daltrey andò in tour con The British Rock Symphony eseguendo brani degli Who e altri pezzi classici del rock accompagnato da un'orchestra. Verso la fine del 1999 gli Who si riunirono in formazione a cinque con Bundrick e Starkey, e si esibirono per diversi concerti di beneficenza in piccoli locali. Molti dei pezzi eseguiti in questo periodo erano estratti da Who's Next e includevano anche pezzi non eseguiti da oltre 30 anni.

### Anni duemila

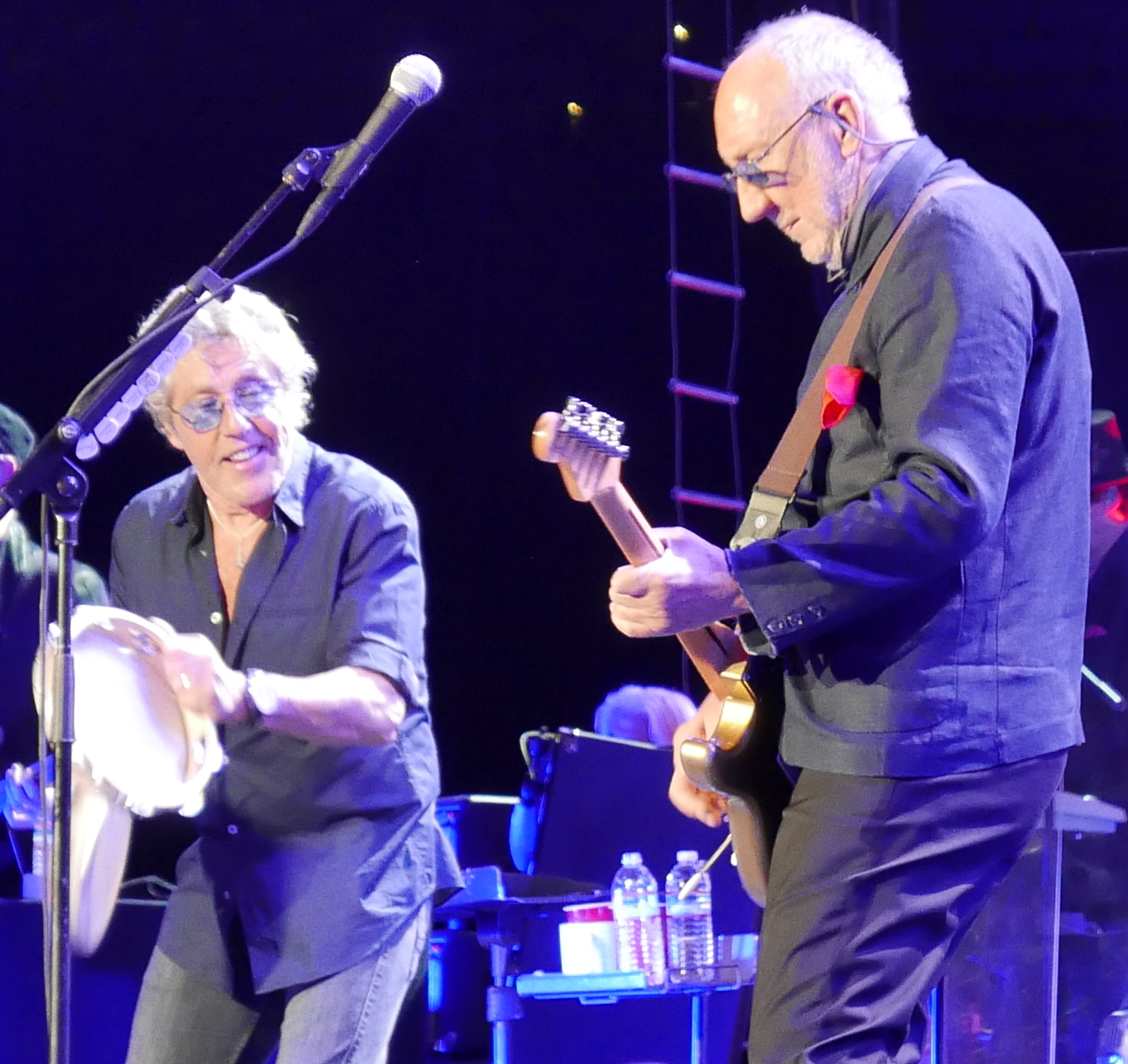
Roger Daltrey e Pete Townshend nel 2016

Il successo delle esibizioni del 1999 portò allo svolgimento di un tour negli Stati Uniti d'America nell'estate del 2000 e nel novembre dello stesso anno a un tour in Inghilterra. Il tour terminò con un concerto benefico alla Royal Albert Hall in favore di Teenage Cancer Trust, fondazione per la ricerca sul cancro nei giovani. All'esibizione (che venne poi realizzata su CD e DVD) parteciparono anche altri artisti. Grazie alle numerose recensioni positive ricevute, i tre componenti rimanenti degli Who discussero della possibilità di entrare in studio per la registrazione di un nuovo album. Le canzoni Who are you, Baba O'Riley e Won't Get Fooled Again furono usate per le sigle rispettivamente di CSI - Scena del crimine, CSI - NY e CSI - Miami.
All'ottobre 2001 risale l'esibizione al Concerto per New York City e durante lo stesso anno la band fu insignita del Grammy Lifetime Achievement Award, Premio Grammy alla carriera. Prima dell'inizio del tour dell'estate del 2002, il bassista John Entwistle venne trovato morto nella sua stanza all'Hard Rock Hotel di Las Vegas, in Nevada. L'autopsia rivelò che benché non avesse subito un'overdose, una modesta quantità di cocaina venne trovata nel suo organismo, fatto che contribuì al fatale attacco di cuore che Entwistle ebbe. Questo fu in pratica il risultato di anni di uso regolare di cocaina, ipertensione e degli anni trascorsi a fumare sigarette.
Dopo un breve ritardo, il tour iniziò con Pino Palladino in sostituzione di John Entwistle. Molti concerti del tour vennero poi realizzati ufficialmente su CD per la Encore Series 2002. Prima dell'inizio del tour, vennero provati dei nuovi pezzi (Real Good Looking Boy e Certified Rose), come anche vecchi classici come I Can See for Miles, ma a causa della morte di Entwistle non vennero eseguiti. Nel settembre 2002 il periodico Q inserì gli Who nella lista dei "50 gruppi da vedere prima di morire" ("50 Bands to See Before You Die").
Nel 2004 gli Who registrarono due nuove canzoni (Old Red Wine e Real Good Looking Boy, con al basso Pino Palladino nella prima e Greg Lake nella seconda), che andarono a far parte della raccolta di singoli The Who: Then and Now. Dopo la pubblicazione di questa raccolta, il gruppo fece una mini tournée mondiale di 18 date, toccando il Giappone, l'Australia, il Regno Unito e gli Stati Uniti d'America. Anche in questo caso i concerti vennero pubblicati su CD come parte delle Encore Series 2004. Il gruppo fece anche da headliner al festival dell'isola di Wight, e il periodico Rolling Stone li inserì alla posizione 29 della lista dei 100 migliori artisti di sempre (the 100 Greatest Artists of All Time).
Gli Who annunciarono quindi di voler pubblicare nella primavera del 2005 un nuovo album in studio, il primo da 23 anni a questa parte (album che ebbe il titolo provvisorio di WHO2). Nel marzo del 2005, il sito web di Pete Townshend annunciò che la pubblicazione dell'album era stata rinviata a data da definirsi e che i programmati tour nel Regno Unito e Stati Uniti d'America erano da considerarsi anch'essi annullati. Le cause di questi rinvii furono in parte dovute alla lentezza nella registrazione del nuovo materiale e in parte al coinvolgimento di Zak Starkey nel tour degli Oasis. Nel luglio del 2005 il gruppo si esibì al Live 8 sul palco di Londra, eseguendo Who Are You e Won't Get Fooled Again, con alla batteria Steve White (batterista di Paul Weller e fratello maggiore dell'ex batterista degli Oasis Alan White) e al basso Damon Minchella (bassista negli Ocean Colour Scene), che sostituì Pino Palladino (in tour in sud America con Jeff Beck). Sempre nel 2005 il gruppo viene inserito nella UK Music Hall of Fame.
Roger Daltrey eseguì un pezzo commissionato per l'occasione, Highbury Highs, alla cerimonia di addio allo stadio di Highbury dopo l'ultima partita dell'Arsenal, tenutasi in quello stadio contro il Wigan il 7 maggio 2006. Il 3 ottobre seguente, tramite il portale iTunes, vennero diffusi due singoli prima della pubblicazione del nuovo album, Endless Wire. I pezzi erano Tea & Theatre e It's Not Enough. Endless Wire fu pubblicato il 30 ottobre 2006 e fu il primo album in studio del gruppo dopo It's Hard del 1982. Nel 2006 gli Who vinsero il Freddie Mercury Lifetime Achievement ai Live Music Award.
Il 6 novembre 2007 verranno pubblicati due DVD, Amazing Journey: The Story of the Who e Amazing Journey: Six Quick Ones. Il primo DVD comprende nuove interviste ai componenti sulla storia del gruppo e rari spezzoni di esibizioni dal vivo, mentre il secondo traccia il profilo individuale dei componenti e include il filmato di registrazione del pezzo del 2003 Real Good Looking Boy.

### Anni duemiladieci
Il 26 novembre 2009 la National Football League annunciò, durante la trasmissione sul canale CBS Sports della partita Oakland Raiders-Dallas Cowboys, che gli Who si sarebbero esibiti durante lo show di metà gara in occasione del Super Bowl XLIV presso il Sun Life Stadium di Miami il 7 febbraio 2010. Roger Daltrey e Pete Townshend si esibirono con Baba O'Riley, Pinball Wizard, alcune parti scelte dell'album Tommy, Who Are You e Won't Get Fooled Again.
Il 18 luglio 2012 fu annunciato il ritorno sulle scene con un tour di 36 date in Nord America nel quale sarebbe stata eseguita integralmente l'opera rock Quadrophenia. Il 12 agosto 2012 gli Who si esibirono durante la cerimonia di chiusura dei XXX Giochi Olimpici, svoltasi nella capitale londinese. Insieme a Roger Daltrey e Pete Townshend, sul palco figuravano anche George Michael, Kate Bush e i Muse.
Il tour Quadrophenia and More iniziò a Ottawa nel novembre 2012 con il tastierista John Corey, Loren Gold e Frank Simes, con quest'ultimo anche nelle vesti di direttore musicale. Nel febbraio 2013 Starkey accusò uno stiramento al tendine e fu rimpiazzato per un solo concerto da Scott Devours, che si esibì appena quattro ore dopo aver avuto comunicazione del proprio ingaggio. Il tour continuò in Europa e Regno Unito e si concluse alla Wembley Arena nel luglio 2013.
Nell'ottobre 2013 Townshend anunnciò che gli Who avrebbero tenuto il loro ultimo tour nel 2015, esibendosi in luoghi dove non si erano mai esibiti prima. Daltrey precisò che il tour non era correlato al cinquantennale della fondazione della band e aggiunse che con Townshend valutava l'idea di registrare nuovo materiale.
Jones tornò negli Who nel giugno 2014 per un concerto benefico per raccogliere fondi in favore della ricerca sul cancro alla prostata all'Hurtwood Polo Club, con Jeff Beck, i Procol Harum e Mike Rutherford. Sempre a giugno gli Who annunciarono l'intenzione di intraprendere un nuovo tour mondiale con un possibile nuovo album in uscita. A settembre pubblicarono Be Lucky, poi incluso nella compilation The Who Hits 50! nell'ottobre seguente. Nel novembre 2014 la band pubblicò una app per la realtà virtuale progettata da Jamie Daltrey, figlio di Roger, contenente immagini ed eventi della storia del gruppo.
Il 12 giugno 2015 Roger Daltrey si esibì assieme a Liam Gallagher durante la trasmissione televisiva TFI Friday, condotta da Chris Evans, proponendo una versione dal vivo di My Generation. Ad accompagnare i due musicisti, oltre a Bonehead, chitarrista nella prima formazione degli Oasis, salirono sul palco il figlio dell'ex Beatle Ringo Starr, Zak Starkey, con un passato da batterista sia per gli Oasis che per gli Who, e Ian Broudie dei Lightning Seeds. Nel giugno 2015 gli Who si esibirono come headliner al Festival di Hyde Park e due giorni dopo al Festival di Glastonbury; Townshend disse alla rivista Mojo che quello poteva essere l'ultimo concerto britannico della band. Per celebrare il cinquantennale della band, tutti gli album, compresa la compilation The Who Hits 50!, furono ristampati in vinile. Nel settembre 2015 tutte le restanti date del tour furono annullate dopo che Daltrey contrasse una meningite virale. Townshend promise che la band sarebbe tornata "più forte che mai".
Nel 2016 si tenne una nuova tournée, il Back to the Who Tour, prosecuzione del tour dell'anno precedente. La band tornò a esibirsi al Festival dell'isola di Wight (al Seaclose Park di Newport), l'11 giugno, nella giornata inaugurale del festival. Dopo 13 concerti, il tour si concluse con l'esibizione al festival Desert Trip all'Empire Polo Club di Indio, in California, il 16 ottobre 2016. A novembre gli Who annunciarono cinque date britanniche per l'aprile 2017 (in precedenza previste nell'agosto e settembre 2017), con l'esecuzione completa dal vivo dell'album Tommy. Il tour di cinque date fu ridenominato 2017 Tommy & More e incluse la più vasta selezione di brani del disco eseguiti dal vivo dal 1989. Due concerti preliminari tenuti alla Royal Albert Hall per Teenage Cancer Trust il 30 marzo e il 1º aprile videro l'esecuzione completa dal vivo di Tommy.
Nel gennaio 2019 la band annunciò il Moving On! Tour, con 29 date in Nord America tra maggio e giugno e settembre e ottobre 2019. Il 6 dicembre il gruppo diede alle stampe Who, il secondo album in studio negli ultimi 37 anni, il primo da Endless Wir del 2006. Contestualmente fu annunciato un tour, previsto per marzo e aprile 2020 nel Regno Unito e in Irlanda, con l'accompagnamento di un'orchestra di quaranta elementi; il tour fu, tuttavia, rinviato a causa della pandemia di COVID-19.

## Eredità artistica
(Eddie Vedder su Rolling Stone)

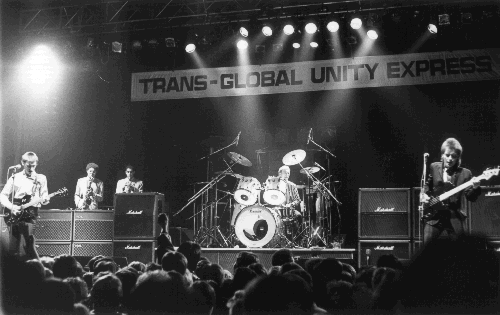
I The Jam, esponenti del punk 77 e del mod revival, uno dei gruppi maggiormente influenzati dagli Who.

Gli Who sono stati tra i gruppi più influenti della musica rock: con il loro approccio progressive nella scrittura degli album e i loro concerti emozionanti si sono confrontati molti artisti; lo stile hard rock che hanno preso dalla scena musicale del Regno Unito è stato in grado di aprire il palcoscenico per gruppi come i Led Zeppelin, Queen e The Clash. Con il loro periodo iniziale nel mod, gli Who hanno inizialmente favorito la nascita del mod revival influenzando molto gruppi come i The Jam; in seguito ciò ha ispirato molti, se non tutti, i maggiori gruppi dell'ondata Britpop di metà degli anni novanta britannici.
Gruppi come Blur, Oasis, Stereophonics, Supergrass e Ash hanno trovato una grande fonte d'ispirazione nei lavori dei quattro di Londra, specialmente nell'ideale della Cool Britannia, che esprimeva un orgoglio britannico, espresso da molti artisti degli anni novanta e associato ai primi anni del governo New Labour di Tony Blair. Gli Who sono stati anche chiamati The Godfathers of Punk (i Padrini del Punk) in molte pubblicazioni, così come nel film di Spike Lee Summer of Sam.
Parte della nascita del movimento punk e del punk rock si deve alla loro aggressività, violenza e al loro atteggiamento arrogante sul palco. Gli MC5, i Ramones, i Sex Pistols, i Clash, i Generation X e molte altre band punk e proto-punk hanno subito fortemente il loro ascendente. Anche il gruppo punk rock Green Day non ha mai fatto mistero di ammirare moltissimo la band di Townshend&co, tanto da fare le cover di My Generation, A Quick One, While He's Away, Won't Get Fooled Again e Baba O' Riley. Al gruppo è attribuita la realizzazione di un'opera rock e di uno dei primi concept album di rilievo.
Seguendo le orme di Tommy, si sono realizzati, tra gli altri, The Rise and Fall of Ziggy Stardust and the Spiders from Mars di David Bowie, The Lamb Lies Down on Broadway dei Genesis, Thick as a Brick dei Jethro Tull e The Wall dei Pink Floyd. Recentemente, l'idea è stata adottata dai Flaming Lips in Yoshimi Battles the Pink Robots e dai Green Day con American Idiot. Nel 1967 Pete Townshend ha coniato la frase power pop per descrivere il suono dei singoli degli Who degli anni sessanta.
Gli artisti principali del power pop degli anni settanta, dai Raspberries ai Cheap Trick, hanno preso molta della loro ispirazione dagli Who. La loro influenza può essere anche vista nel loro utilizzo innovativo dei sintetizzatori nella musica rock con Who's Next, dove lo strumento veniva utilizzato cospicuamente, in particolare nel singolo Won't Get Fooled Again, che divenne il primo singolo a essere spinto da una traccia sintetizzata.My Generation è probabilmente la canzone del gruppo a contare il maggior numero di cover: l'hanno cantata gli Iron Maiden, gli Oasis, i Pearl Jam, Patti Smith, i Green Day, i McFly ed Hilary Duff. Gli Oasis l'hanno utilizzata come traccia conclusiva nel tour del 2005. I The Zimmers, conosciuti come la più vecchia rock band, ne hanno realizzato una versione scherzosa e utilizzata come loro primo singolo, che sarebbe poi divenuto una hit nel Regno Unito. David Bowie ha fatto cover di I Can't Explain, Pictures of Lily ed Anyway, Anyhow, Anywhere. I Sex Pistols hanno cantato Substitute nei loro primi concerti. I Clash hanno utilizzato il riff di I Can't Explain in Clash City Rockers e Guns on the Roof. Perfino Vasco Rossi ha utilizzato il riff di Baba O'Riley in Colpa d'Alfredo. I Pearl Jam hanno suonato Baba O'Riley e The Kids Are Alright nei tour degli anni novanta e Duemila. Hanno suonato anche altre canzoni degli Who come Leaving Here, Blue, Red, & Grey, Naked Eye e Love, Reign O'er Me, di cui anche Graziano Romani ha eseguito una reinterpretazione nel 2002, inclusa poi nell'album Lost and Found: Songs for the Rocking Chairs.
Il gruppo tedesco Scorpions ha realizzato una cover di I Can't Explain, mentre la band Shock rock W.A.S.P. ha cantato The Real Me. I Van Halen hanno suonato Won't Get Fooled Again nell'album live del 1993 Live: Right Here, Right Now, definendola esplicitamente come un tributo agli Who e, nel 1995, i Phish hanno eseguito Quadrophenia per il loro secondo concerto annuale di Halloween nel quale per tradizione eseguono l'album di un altro gruppo per intero. L'esibizione è stata poi pubblicata nel disco dal titolo Live Phish Volume 14. Anche i Grateful Dead hanno suonato Baba O'Riley all'inizio degli anni novanta, così come i Nirvana. I Rush hanno pubblicato una versione di The Seeker nell'EP del 2004 Feedback e suonata nel tour R30 dello stesso anno. I Limp Bizkit hanno pubblicato una reinterpretazione di Behind Blue Eyes mixata con la canzone dei The Verve Bittersweet Symphony nell'album del 2004 Results May Vary. Pinball Wizard è diventata un classico nei concerti di Elton John, che l'aveva interpretata nella versione cinematografica di Tommy del 1975, e i McFly l'hanno pubblicata come B-side del singolo dello stesso anno I'll Be Ok e suonata anche nel loro tour del 2005.
Fish (ex Marillion) ha cantato The Seeker nel periodo di Songs from the Mirror. Molti altri artisti, da Richard Thompson agli U2 a Petra Haden (che ha cantato The Who Sell Out nella sua interezza), hanno realizzato cover degli Who. La musica degli Who è ancora eseguita in pubblico da molte tribute band, come The Wholigans, Who's Next USA, Bargain, The Relay e The Ohm, negli Stati Uniti, Who's Next UK, Who's Who UK e The Whodlums nel Regno Unito, I Sostituti in Italia. Il cantante italiano Luciano Ligabue rende omaggio al gruppo nel brano Chissà se in cielo passano gli Who, che chiude l'album Fuori come va?.
La canzone Eminence Front appare nella colonna sonora del videogame Grand Theft Auto: San Andreas. La serie televisiva CSI - Scena del crimine ha per colonna sonora alcune canzoni degli Who: Who Are You (CSI - Scena del crimine), Won't Get Fooled Again (CSI: Miami), Baba O'Riley (CSI: NY, Dr. House - Medical Division). La serie CSI: Cyber, terzo spin-off di CSI - Scena del crimine, ha come sigla iniziale e finale I Can See for Miles. Michael Moore ha chiesto a Pete Townshend l'utilizzo di Won't Get Fooled Again per il suo documentario Fahrenheit 9/11, utilizzo che gli è stato negato, in quanto il chitarrista lo trova "noioso" e perché favorevole alla guerra in Iraq, a differenza del regista. Tuttavia, va aggiunto che in tempi successivi, Townshend ha dichiarato che, sebbene innegabilmente era stato favorevole all'intervento militare, ora, «come milioni di altre persone, non sono più così sicuro che fosse la scelta giusta» ("like millions of others, I am less sure we did the right thing").
Gli Who compaiono anche in un episodio della dodicesima stagione de I Simpson, dove cantano la canzone Won't Get Fooled Again.

## Formazione

### Formazione attuale
- Roger Daltrey – voce (1964-1983; 1985; 1988; 1989; 1996-presente), chitarra ritmica (1982-1983; 1989; 1996-presente)
- Pete Townshend – chitarra solista, tastiere, voce (1964-1983; 1985; 1988; 1989; 1996-presente)

### Turnisti
- Simon Townshend – chitarra ritmica e solista, cori (1996-1997;2000-presente)
- Mick Talbot – tastiere (2004-presente)
- Pino Palladino – basso (2002-presente)
- Zak Starkey – batteria (2000-presente)

### Ex componenti
- Doug Sandom - batteria (1964)
- Keith Moon - batteria (1964-1978)
- John Entwistle - basso, cori (1964-1983; 1985; 1988; 1989; 1996-2002)
- Kenney Jones - batteria (1979-1983)

### Ex turnisti
- Steve Bolton - chitarra (1981-1983; 1988-1990)
- Simon Phillips - batteria (1981-1983; 1988; 1989)
- John Bundrick - tastiere, cori (1979-1983)
- Jon Carin - tastiere (1996-1997)

## Discografia

### Album in studio
- 1965 - My Generation (la versione USA venne intitolata The Who Sings My Generation)
- 1966 - A Quick One (la versione USA venne intitolata Happy Jack)
- 1967 - The Who Sell Out
- 1969 - Tommy
- 1971 - Who's Next
- 1973 - Quadrophenia
- 1975 - The Who by Numbers
- 1978 - Who Are You
- 1981 - Face Dances
- 1982 - It's Hard
- 2006 - Endless Wire
- 2019 - Who